# Коэффициент Пуассона
Коэффициент Пуассона (обозначается как {\displaystyle \nu }, {\displaystyle \sigma } или {\displaystyle \mu }) — упругая константа, величина отношения относительного поперечного сжатия к относительному продольному растяжению. Этот коэффициент зависит не от размеров тела, а от природы материала, из которого изготовлен образец. Коэффициент Пуассона и модуль Юнга полностью характеризуют упругие свойства изотропного материала. Безразмерен, но может быть указан в относительных единицах: мм/мм, м/м. 

## Детальное определение

Однородный стержень до и после приложения к нему растягивающих сил.

Приложим к однородному стержню растягивающие его силы. В результате воздействия таких сил стержень в общем случае окажется деформирован как в продольном, так и в поперечном направлениях. 
Пусть {\displaystyle l} и {\displaystyle d} длина и поперечный размер образца до деформации, а {\displaystyle l^{\prime }} и {\displaystyle d^{\prime }} — длина и поперечный размер образца после деформации. Тогда продольным удлинением называют величину, равную {\displaystyle (l^{\prime }-l)}, а поперечным сжатием — величину, равную {\displaystyle -(d^{\prime }-d)}. Если {\displaystyle (l^{\prime }-l)} обозначить как {\displaystyle \Delta l}, а {\displaystyle (d^{\prime }-d)} как {\displaystyle \Delta d}, то относительное продольное удлинение будет равно величине {\displaystyle {\frac {\Delta l}{l}}}, а относительное поперечное сжатие — величине {\displaystyle -{\frac {\Delta d}{d}}}. Тогда в принятых обозначениях коэффициент Пуассона {\displaystyle \mu } имеет вид:{\displaystyle \mu =-{\frac {\Delta d}{d}}{\frac {l}{\Delta l}}}Обычно при приложении к стержню растягивающих усилий он удлиняется в продольном направлении и сокращается в поперечных направлениях. Таким образом, в подобных случаях выполняются {\displaystyle {\frac {\Delta l}{l}}>0} и {\displaystyle {\frac {\Delta d}{d}}<0}, так что коэффициент Пуассона положителен. Как показывает опыт, при сжатии коэффициент Пуассона имеет то же значение, что и при растяжении.
Для абсолютно хрупких материалов коэффициент Пуассона равен 0, для абсолютно несжимаемых — 0,5. Для большинства сталей этот коэффициент лежит в районе 0,3, для резины он равен приблизительно 0,5. Для большинства сплавов, металлов, горных пород значение коэффициента Пуассона  лежит в пределах  0,25−0,35, в бетоне 0,16−0,18.

## Связь с другими упругими константами
1) Через модуль сдвига {\displaystyle G} и модуль всестороннего сжатия {\displaystyle K}{\displaystyle \sigma ={\frac {1}{2}}{\frac {3K-2G}{3K+G}}}2) Через  отношение скоростей продольных и поперечных упругих волн:
{\displaystyle \sigma ={\frac {\gamma ^{2}-2}{2(\gamma ^{2}-1)}},\quad \gamma ={\frac {V_{P}}{V_{S}}}}

## Ауксетики
Существуют также материалы (преимущественно полимеры), у которых коэффициент Пуассона отрицателен, такие материалы называют ауксетиками. Это значит, что при приложении растягивающего усилия поперечное сечение тела увеличивается.
К примеру, бумага из однослойных нанотрубок имеет положительный коэффициент Пуассона, а по мере увеличения доли многослойных нанотрубок наблюдается резкий переход к отрицательному значению −0,20.
Отрицательным коэффициентом Пуассона обладают многие анизотропные кристаллы, так как коэффициент Пуассона для таких материалов зависит от угла ориентации кристаллической структуры относительно оси растяжения. Отрицательный коэффициент обнаруживается у таких материалов, как литий (минимальное значение равно −0,54), натрий (−0,44), калий (−0,42), кальций (−0,27), медь (−0,13) и других. Простые вещества, образованные 67 % элементов из таблицы Менделеева и имеющие кубическую кристаллическую решетку, имеют отрицательный коэффициент Пуассона.

## Значения коэффициента Пуассона

### Грунты
Коэффициент Пуассона (коэффициент бокового расширения) для грунтов:
| Грунты                                                                 | Коэффициент поперечной деформации ν |
| ---------------------------------------------------------------------- | ----------------------------------- |
| Крупнообломочные грунты                                                | 0,27                                |
| Пески и супеси                                                         | 0,30—0,35                           |
| Суглинки                                                               | 0,35—0,37                           |
| Глины при показателе текучести IL                                      |                                     |
| IL < 0 0 < IL ≤ 0,25 0,25 < IL ≤ 1                                     | 0,20—0,30 0,30—0,38 0,38—0,45       |
| Примечание. Меньшие значения ν применяют при большей плотности грунта. |                                     |

В бентонитовом растворе Коэффициент Пуассона примерно равен 0,5 т.к. в жидкости жесткости E там нет.

### Изотропные материалы
| Материал            | Коэффициент Пуассона μ                                 |
| ------------------- | ------------------------------------------------------ |
| Бетон               | 0,2 по СНиП, в расчётах возможно снижение до 0,15—0,17 |
| Алюминий            | 0,34                                                   |
| Вольфрам            | 0,29                                                   |
| Германий            | 0,31                                                   |
| Дюралюминий         | 0,34                                                   |
| Иридий              | 0,26                                                   |
| Кварцевое стекло    | 0,17                                                   |
| Константан          | 0,33                                                   |
| Латунь              | 0,35                                                   |
| Манганин            | 0,33                                                   |
| Медь                | 0,35                                                   |
| Органическое стекло | 0,35                                                   |
| Полистирол          | 0,35                                                   |
| Свинец              | 0,44                                                   |
| Олово               | 0,44                                                   |
| Серебро             | 0,37                                                   |
| Серый чугун         | 0,22                                                   |
| Сталь               | 0,25                                                   |
| Стекло              | 0,25                                                   |
| Фарфор              | 0,23                                                   |